# بلکلیک استیتس (اوهایو)
بلکلیک استیتس (به انگلیسی: Blacklick Estates) یک منطقهٔ مسکونی در ایالات متحده آمریکا است که در شهرستان فرانکلین، اوهایو واقع شده‌است. بلکلیک استیتس ۴٫۹۶ کیلومتر مربع مساحت و ۸٬۶۸۲ نفر جمعیت دارد و ۲۲۹ متر بالاتر از سطح دریا واقع شده‌است.